# Manchira (Tanzania)
Manchira è una circoscrizione rurale (rural ward) della Tanzania situata nel distretto di Serengeti, regione del Mara. Conta una popolazione di 26 267 abitanti (censimento 2012).